# Molemole
Molemole es un municipio local sudafricano situado en el distrito de Capricorn, en la provincia de Limpopo.

## Superficie
Molemole tiene una superficie de 3628 km².

## Demografía
En 2022, tenía 127 130 habitantes, una densidad poblacional de 35,05 hab./km², y 41 939 viviendas.